# Ruffles
Ruffles es el nombre de una marca de patatas fritas inglesas onduladas, producidas originalmente por la marca Frito-Lay, una propiedad de PepsiCo. La empresa Frito Lay adquirió los derechos de la marca de frituras Ruffles en 1958. Más tarde se fusionó con HW Lay & Co. en 1961. El nombre Ruffles surgió en el idioma inglés como una analogía con los pliegues de tela, también llamados ruffle. 
Las ondulaciones con reborde están diseñados para crear una patata frita más robusta, más crujiente menos propenso a la rotura en la bolsa, así como para mantenerse firmes con el uso de salsas. De uno de los sitios web que se trata de alimentos, el autor que analiza Ruffles afirma que "las ondulaciones más profundas proporcionan más cavidades para la recogida de salsas".

## Ingredientes
Los ingredientes varían según el sabor y el lugar de producción alrededor del mundo. El producto regular "original" contiene regularmente los siguientes ingredientes: patatas, aceite vegetal (girasol, maíz y/o aceite de canola), y sal
.

## Variantes

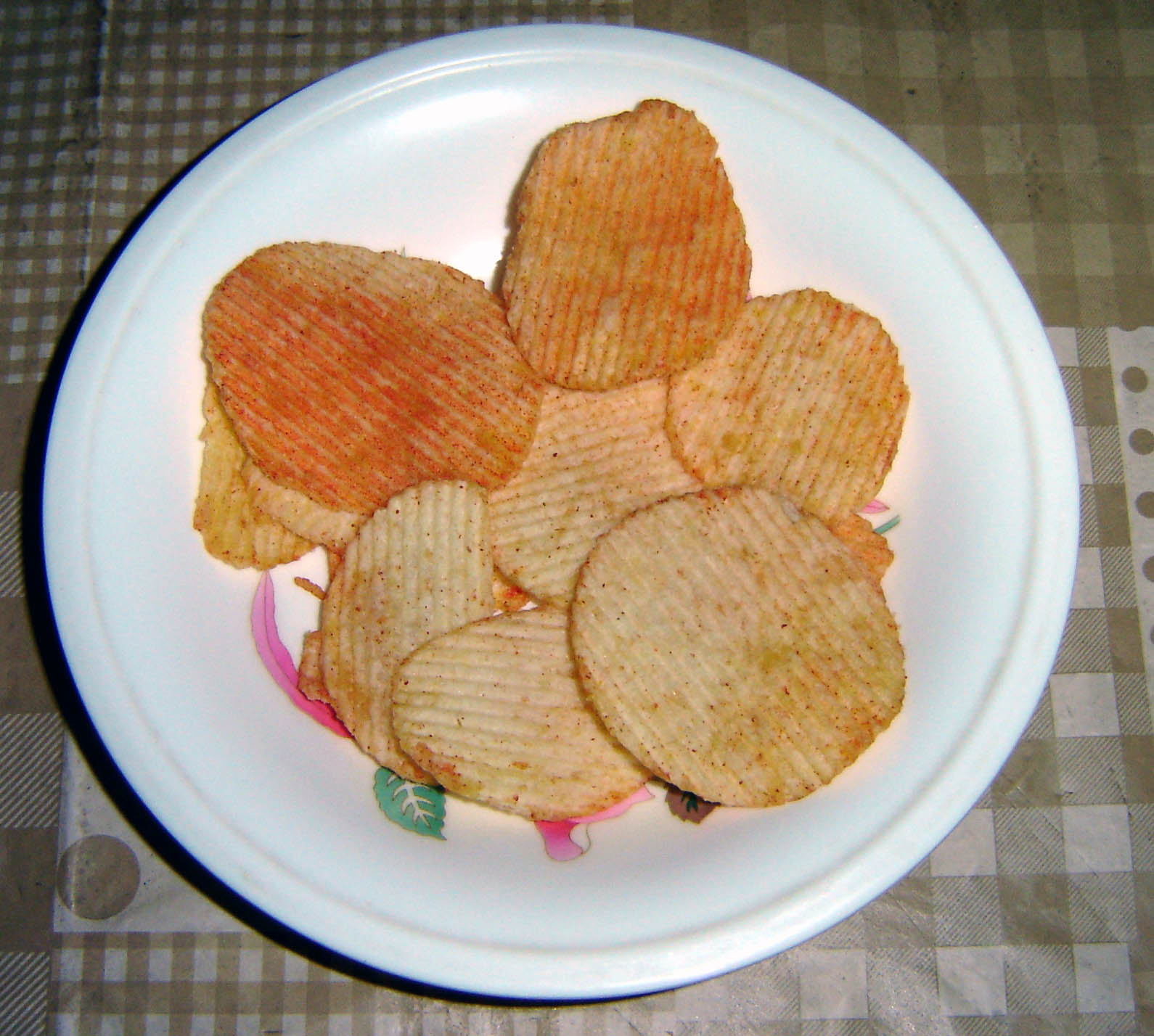
Ruffles con sabor a salsa de tomate.

Las Ruffles se producen en variedad de sabores y presentaciones además de la presentación tradicional, algunas de estas variantes son producidas exclusivamente para mercados regionales, las variedades existentes incluyen: jamón, sal y vinagre, gratinado, crema y cebolla, barbecue, crema y queso, salsa buffalo, chile con queso, salsa de tomate, tocineta y Limón. 
Algunos productos regionales exclusivos son: Jamón serrano (España y Portugal); Crema agria & Tocino (Canadá); Yakisoba, Stroganoff y Miel y Mostaza (Brasil); Queso, Salsa roja, Jalapeño, y Salsa negra (México); y Paprika, Original y Cheddar y Cebolla (Reino Unido). 
Ruffles también están disponibles en presentación bajo en grasa al horno (no frito), sal reducido, reducción de grasa (25% menos grasa que los Ruffles originales) y sin grasa bajo la marca WOW/Olestra. En 2013, Frito-Lay produjo una versión de Ruffles de corte gruesa.
- Datos: Q2947936
- Multimedia: Ruffles (potato chips) / Q2947936